# 三浦和人 (写真家)
三浦 和人（みうら かずと、1946年 - ）は、日本の写真家。
牛腸茂雄とともに1970年代のいわゆるコンポラ写真の代表的作家。

## 経歴
- 1946年、東京都に生まれる。
- 1968年、桑沢デザイン研究所 写真研究科 卒。
- 1972年、雑誌取材のため、沖縄県に3ヶ月滞在。
- 1979年、東京造形大学 非常勤講師。（1997年まで）
- 1996年、桑沢デザイン研究所 非常勤講師。（2005年まで）
- 2003年、日本写真芸術専門学校 非常勤講師。

## 主な著作
- 『会話 correspondence』（1998年、Mole）